# Кранахан

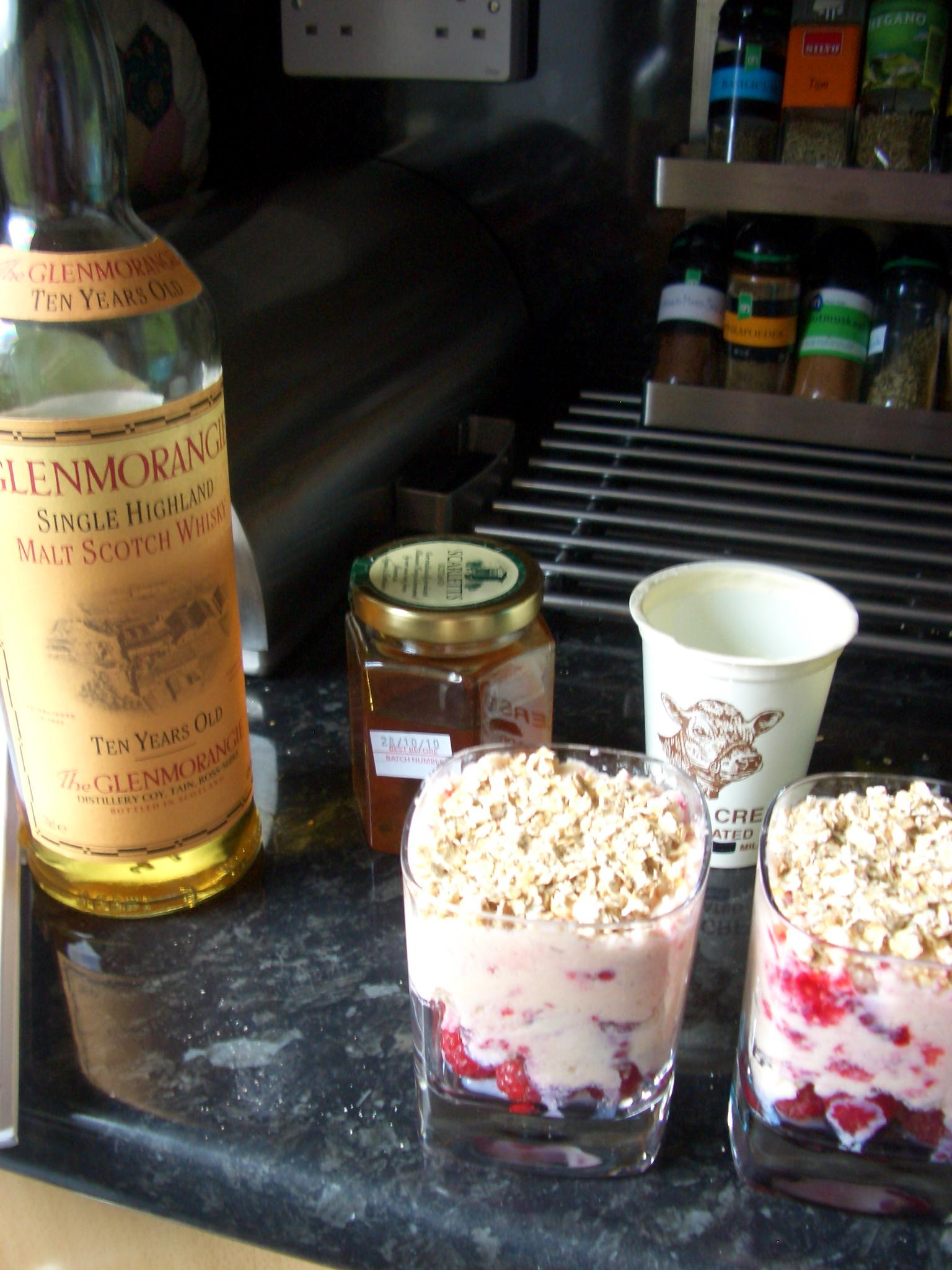
Кранахан

Кранахан (англ. Cranachan) — традиционный шотландский десерт из смеси взбитых сливок, виски, мёда, малины и обжаренных овсяных хлопьев. Ранее рецепт содержал меньше ингредиентов и не включал в себя виски и ягоды, а вместо сливок использовался кроуди — сыр из слегка подкисшего козьего молока.
Традиционно посетители ресторана или кафе смешивают себе кранахан собственноручно — официант оставляет на столе ёмкости с необходимыми ингредиентами, так что каждый может приготовить десерт в пропорциях по своему вкусу. Подаётся кранахан в высоких бокалах. Также этот десерт можно встретить на праздничном или свадебном столе.